# Дужка Лі векторних полів
В диференціальній геометрії дужками Лі векторних полів або комутатором векторних полів називається оператор, що для двох векторних полів X і Y на гладкому многовиді M, визначає третє векторне поле, що позначається як [X, Y].
Векторне поле [X,Y] можна визначити як похідну поля Y в напрямку потоку визначеного полем X.  Узагальненням дужки Лі є похідна Лі, яка є диференціюванням тензорного поля в напрямку потоку векторного поля X.  
Дужки Лі є білінійним оператором і простір векторних полів на многовиді разом з цією операцією є нескінченновимірною алгеброю Лі.
Дужки Лі відіграють значну роль в диференціальній геометрії і диференціальній топології.

## Визначення
Дужки Лі векторних полів можна визначити кількома еквівалентними способами:

### Векторні поля як диференціювання
Векторне поле X на гладкому многовиді M
можна визначити як оператор диференціювання на множині гладких функцій визначених на M (деталі у статтях дотичний простір і дотичний вектор). Окрім цього кожен оператор диференціювання задається через однозначно визначене векторне поле. Для гладких векторного поля X і функції f значення X(f) теж є гладкою функцією і тому для векторного поля Y має зміст вираз Y(X(f)). Дужка Лі, [X,Y], для векторних полів X і Y визначається як
{\displaystyle [X,Y](f)=X(Y(f))-Y(X(f)),\;\;\forall f\in C^{\infty }(M).}
Визначений так оператор [X,Y] є диференціюванням. Адитивність є очевидною, а правило добутку отримується з рівностей:
{\displaystyle {\begin{aligned}[][X,Y](fg)=&X(Y(fg))-Y(X(fg))=X(fY(g))+X(gY(f))-Y(fX(g))-Y(gX(f))=\\&fX(Y(g))+X(f)Y(g)+X(g)Y(f)+gX(Y(f))-fY(X(g))-Y(f)X(g)-Y(g)X(f)-gY(X(f))=\\&f[X,Y](g)+g[X,Y](f).\end{aligned}}}
Відповідно [X,Y] є гладким векторним полем.

### Потоки і границі
Нехай {\displaystyle \Phi _{t}^{X}} потік для векторного поля X, а d позначатиме диференціал відображення. Тоді дужка Лі векторних полів X і Y в точці p∈M може бути визначена як
{\displaystyle [X,Y]_{p}:=\lim _{t\to 0}{\frac {Y_{p}-(\mathrm {d} \Phi _{t}^{X})Y_{\Phi _{-t}^{X}(p)}}{t}}=\left.{\frac {\mathrm {d} }{\mathrm {d} t}}\right|_{t=0}(\mathrm {d} \Phi _{t}^{X})Y_{\Phi _{-t}^{X}(p)}}
або еквівалентно:
{\displaystyle [X,Y]_{p}:=\left.{\frac {1}{2}}{\frac {\mathrm {d} ^{2}}{\mathrm {dt} ^{2}}}\right|_{t=0}(\Phi _{-t}^{Y}\circ \Phi _{-t}^{X}\circ \Phi _{t}^{Y}\circ \Phi _{t}^{X})(p)=\left.{\frac {\mathrm {d} }{\mathrm {d} t}}\right|_{t=0}(\Phi _{-{\sqrt {t}}}^{Y}\circ \Phi _{-{\sqrt {t}}}^{X}\circ \Phi _{\sqrt {t}}^{Y}\circ \Phi _{\sqrt {t}}^{X})(p)}
Для доведення еквівалентності двох означень, спершу слід зауважити, що якщо {\displaystyle f(t,p)} є функцією на {\displaystyle I_{\varepsilon }\times M}, де {\displaystyle I_{\varepsilon }} є відкритий інтервал {\displaystyle (-\varepsilon ,\varepsilon )} і {\displaystyle f(0,p)=0} для всіх {\displaystyle p\in M}, то функція {\displaystyle g(t,p)=\int _{0}^{1}f'(ts,p)ds} задовольняє властивості {\displaystyle f(t,p)=t\cdot g(t,p)} і {\displaystyle g(0,p)=f'(0,p),} де використані позначення {\displaystyle f'=df/dt}, для {\displaystyle p\in M}.
Звідси випливає, що якщо  {\displaystyle \Phi _{t}^{X}} є потоком векторного поля X то для будь-якої функції f на М існує функція {\displaystyle g_{t}(p)=g(t,p)} така, що {\displaystyle f\circ \Phi _{t}^{X}=f+tg_{t}} і {\displaystyle g_{0}=Xf}. Ця функція визначається для кожного фіксованого {\displaystyle p\in M}  для {\displaystyle |t|<\varepsilon } для деякого {\displaystyle \varepsilon }. Дійсно, якщо ввести функцію {\displaystyle F(t,p)=f(\Phi _{t}^{X}(p))-f(p)} то {\displaystyle f(0,p)=0} для всіх {\displaystyle p\in M} і з попереднього існує функція  {\displaystyle g_{t}(p)=g(t,p)} для якої {\displaystyle f\circ \Phi _{t}^{X}=f+tg_{t}} і
{\displaystyle Xf(p)=\lim _{t\to 0}{\frac {f(\Phi _{t}^{X}(p))-f(p)}{t}}=\lim _{t\to 0}{\frac {F(t,p)}{t}}=\lim _{t\to 0}g_{t}(p)=g_{0}(p).}
Позначимо тепер {\displaystyle p(t)=\Phi _{-t}^{X}(p)}.  Тоді 
{\displaystyle ((\mathrm {d} \Phi _{t}^{X})Y)_{p}f=Y(f\circ \Phi _{t}^{X})_{p(t)}=Y_{p(t)}f+tY_{p(t)}g_{t}}
і звідси
{\displaystyle \lim _{t\to 0}{\frac {Y_{p}-(\mathrm {d} \Phi _{t}^{X})Y_{p(t)}}{t}}f=\lim _{t\to 0}{\frac {Y_{p}f-Y_{p(t)}f}{t}}-\lim _{t\to 0}(Y_{p(t)}g_{t})=X_{p}(Yf)-Y_{p}g_{0}=[X,Y]_{p}f.}
що і доводить наше твердження.

### Визначення в локальних координатах
Вибравши локальну координатну систему на многовиді M з координатними функціями {\displaystyle \{x_{i}\}} і позначивши {\displaystyle \partial _{i}={\frac {\partial }{\partial x_{i}}}} асоційований локальний базис дотичного розшарування, локально векторні поля можна записати як
{\displaystyle X=\sum _{i=1}^{n}X_{i}\partial _{i}}
{\displaystyle Y=\sum _{i=1}^{n}Y_{i}\partial _{i}}
де {\displaystyle X_{i}:M\to \mathbb {R} } and {\displaystyle Y_{i}:M\to \mathbb {R} } — деякі гладкі функції. Тоді дужки Лі в цих координатах визначаються як
{\displaystyle [X,Y]:=\sum _{i=1}^{n}\left(X(Y^{i})-Y(X^{i})\right)\partial _{i}=\sum _{i=1}^{n}\sum _{j=1}^{n}\left(X^{j}\partial _{j}Y^{i}-Y^{j}\partial _{j}X^{i}\right)\partial _{i}}
Сама форма запису показує, що [X,Y] є векторним полем.
Якщо M є евклідовим простором Rn або його відкритою підмножиною то векторні поля X і Y можна записати як гладкі відображення {\displaystyle X:M\to \mathbb {R} ^{n}} і {\displaystyle Y:M\to \mathbb {R} ^{n}}, а дужка Лі {\displaystyle [X,Y]:M\to \mathbb {R} ^{n}} може бути визначена як
{\displaystyle [X,Y]:=J_{Y}X-J_{X}Y}
де {\displaystyle J_{Y}} і {\displaystyle J_{X}} — матриці Якобі відображень {\displaystyle Y} і {\displaystyle X} відповідно.

## Властивості
Разом з операцією дужок Лі векторний простій {\displaystyle V=\Gamma (TM)} всіх гладких векторних полів на M (тобто гладких перерізів дотичного розшарування {\displaystyle TM} многовида {\displaystyle M}) є алгеброю Лі, тобто [·,·] є відображенням {\displaystyle V\times V\to V} з такими властивостями:
- {\displaystyle [\cdot ,\cdot ]} is R-білінійним відображенням, тобто {\displaystyle [X+Y,Z]=[X,Z]+[Y,Z],\;[X,Y+Z]=[X,Y]+[X,Z]} для всіх векторних полів X,Y, Z;
- {\displaystyle [X,Y]=-[Y,X]\,} і, еквівалентно, {\displaystyle [X,X]=0} для всіх векторних полів {\displaystyle X};
- {\displaystyle [X,[Y,Z]]+[Z,[X,Y]]+[Y,[Z,X]]=0.\,} Ця властивість називається тотожністю Якобі;
- Для гладкої функції f визначеної на M дужка Лі векторних полів X і fY задовольняє рівність

{\displaystyle [X,fY]=X(f)Y+f[X,Y]}
- {\displaystyle [X,Y]=0\,} тоді й лише тоді коли X і Y локально комутують, тобто для всіх x∈M і достатньо малих дійсних чисел s, t виконується рівність {\displaystyle (\Phi _{t}^{Y}\Phi _{s}^{X})(x)=(\Phi _{s}^{X}\,\Phi _{t}^{Y})(x)}.
- Нехай тепер M, N — гладкі многовиди, F — гладке відображення між ними, dF — диференціал цього відображення, а X і Y — векторні поля на M. Тоді виконується рівність:

{\displaystyle \operatorname {d} F([X,Y])=[\operatorname {d} F(X),\operatorname {d} F(Y)]\,}
Для точки {\displaystyle p\in M} диференціал dF є відображенням з дотичного простору {\displaystyle T_{p}(M)} в дотичний простір {\displaystyle T_{F(p)}(N),} таким що для функції {\displaystyle g\in C^{\infty }(N)} за визначенням {\displaystyle \operatorname {d} F(X)(g)(F(p))=X(g\circ F)(p)} і тому {\displaystyle \operatorname {d} F(X)(g)\circ F=X(g\circ F)} Тож для довільних гладких векторних полів {\displaystyle X,Y} і всіх функцій {\displaystyle g\in C^{\infty }(N)}
{\displaystyle {\begin{aligned}&\operatorname {d} F[X,Y]_{F(p)}(g)=[X,Y]_{p}(g\circ F)\\&=X_{p}(Y(g\circ F))-Y_{p}(X(g\circ F))\\&=X_{p}(\operatorname {d} F(Y)(g)\circ F)-Y_{p}(\operatorname {d} F(X)(g)\circ F)\\&=\operatorname {d} F(X)_{F(p)}(\operatorname {d} F(Y)(g))-\operatorname {d} F(Y)_{F(p)}(\operatorname {d} F(X)(g))\\&=[\operatorname {d} F(X),\operatorname {d} F(Y)]_{F(p)}(g)\end{aligned}}}
Звідси і отримується необхідна рівність.